# Sunset Crater
Sunset Crater er en kegle af vulkansk aske nord for byen Flagstaff i Arizona, USA. Krateret ligger inden for grænserne af Sunset Crater National Monument.
Sunset Crater er den yngste af en serie vulkaner, der hænger sammen med de nærliggende San Francisco Peaks. Vulkanen havde sit første udbrud i 1064, og det sidste større udbrud forekom i 1100. Ved dette udbrud nåede vulkankeglen sin nuværende højde på ca. 300 meter. Da området, hvor vulkanen ligger imidlertid ligger i omkring 2.100 meters højde, måles vulkanens højde over havet til 2.451 meter.
I det 13. århundrede kom et mindre udbrud, hvorved vulkanens top blev dækket af røde og gule klipper, hvilket har givet vulkanen dens navn. Vulkanen har til gengæld givet det engelske navn til en plante af slægten rørblomst, Sunset Crater Beardtongue (Penstemon clutei). Vulkankeglen er ved at blive bevokset af fyr og forskellige vilde planter.
Tidligere var der adgang til vulkankrateret, men National Park Service, der administrerer området, har på grund skadevirkninger efter turister, lukket for adgangen.

## Eksterne referencer
- NPS side om Sunset Crater
- Fakta om San Francisco vulkanområdet Arkiveret 21. april 2008 hos  Wayback Machine

35°21′54″N 111°30′00″V / 35.365°N 111.5°V